# Bespén
Bespén es una localidad perteneciente al municipio de Angüés, en la Hoya de Huesca, provincia de Huesca (Aragón). Está situada a 25 km al este de Huesca y comunica con Angüés por la carretera A-2203.

## Historia
- En el año 1099 el rey Pedro I de Aragón confirmó a Montearagón la iglesia de "Bespen" (UBIETO ARTETA, Colección diplomática de Pedro I, n.º.62.p.298)
- El día 6 de febrero de 1233 el rey Jaime I de Aragón concedió a Artal de Foces las villas de Alquézar, Tramaced, Bespén, y Olsón (HUICI-CABANES,Documentos, I, n.º.176)
- El día 13 de diciembre de 1287 el rey Alfonso III de Aragón dio a Alamán de Gúdar el castillo y villa de Bespén (SINUÉS, n.º. 503)
- 1970-1980 se incorpora a Angüés

## Geografía humana

### Demografía
| Gráfica de evolución demográfica de Bespén entre 1842 y 1970 |
| |
| Población de derecho según los censos de población del INE Población de hecho según los censos de población del INEEntre el censo de 1981 y el anterior, este municipio desaparece porque se integra en el municipio 22027 (Angües) |

## Monumentos
- Iglesia parroquial dedicada a San Juan (románico)
- Ermita del Pilar
- Ermita de Ntr. Sra. de la Sierra
- Piedra fecundante